# Josef Filser (Oberamtmann)
Josef Filser (* 8. Juli 1847 in Rißegg; † 7. Juli 1918 in Stuttgart) war ein württembergischer Verwaltungsbeamter.

## Leben
Filser bestand 1878 die zweite höhere Dienstprüfung und trat 1879 eine Stelle als Regierungsreferendar 1. Klasse beim Oberamt Riedlingen an. 1881 wurde er Amtmann in Buchau. Danach war er (bis 1888) Amtmann und Kollegialhilfsarbeiter bei der Regierung des Donaukreises in Ulm. 1888 wurde er Oberamtmann des Oberamts Heidenheim. Dort gründete Filser Darlehnskassen, landwirtschaftliche Einkaufsgenossenschaften und Molkereien. Weil er für mangelnde Zahlungen landwirtschaftlicher Einfuhren verantwortlich gemacht wurde (nach anderen Quellen wegen selbständigen Spekulationskäufen), wurde er 1894 als Oberamtmann nach Balingen versetzt. Seit 1901 führte er den Titel eines Regierungsrats. 1909 trat er in den Ruhestand.
Er war der Vater von Maria Caspar-Filser und Benno Filser.

## Ehrungen
- 1897 wurde er Ehrenbürger der Stadt Balingen
- In Balingen ist die Filserstraße nach ihm benannt[3]